# Agatha Christie: The ABC Murders (videojuego de 2009)
Agatha Christie: The ABC Murders es un juego de aventura y misterio para el Nintendo DS, basado en la novela de Agatha Christie, The ABC Murders. El juego fue desarrollado conjuntamente por las compañías estadounidenses AWE Games y Black Lantern Studios, y publicado por DreamCatcher Interactive.

## Jugabilidad
El juego sigue a Hercule Poirot y al Capitán Hastings mientras resuelven misterios inspeccionando escenas del crimen e interrogando a sospechosos. El juego también ofrece la opción de jugar con un asesino diferente al del libro, lo que da como resultado diferentes pistas y testimonios durante todo el juego.

## Recepción
El juego obtuvo una recepción mixta, ya que GameRankings le dio un puntaje de 53.82%,  mientras que Metacritic le dio 53 de 100.  